# ۱۳۱۴ (میلادی)
۱۳۱۴ (میلادی) هزار و سیصد  و چهاردهمین سال تقویم میلادی است.

## زادگان
- فیلیپای انو، همسر ادوارد سوم و شهبانوی انگلستان (م. ۱۳۶۹)

## درگذشتگان
- ۲۰ آوریل – پاپ کلمنت پنجم، کشیش فرانسوی (ز. ۱۲۶۴)

- ۲۹ نوامبر - فیلیپ چهارم، پادشاه فرانسه (ز. ۱۲۶۸)